# George Martin (hiszpański aktor)
Jorge Martín, właśc. Francisco Martínez Celeiro (ur. 18 września 1937 w Barcelonie, zm. 1 września 2021 w Miami na Florydzie) – hiszpański aktor, reżyser, scenarzysta i producent filmowy.

## Życiorys
George Martin odniósł sukces jako sportowiec, był hiszpańskim wicemistrzem w gimnastyce oraz członkiem drużyny olimpijskiej. Jednak nie wziął udziału w dalszej części zawodów. Mając 19 lat trafił na ekran w dramacie Nigdy nie jest za późno (Nunca es demasiado tarde, 1956). Po występie w filmach przygodowych, stał się najbardziej znany z wielu ról w spaghetti westernach, często w roli głównej. Później wyreżyserował spaghetti westerny: Zabije Sartana (Vamos a matar Sartana, 1971) z Gordonem Mitchellem i Powrót Clinta Nieznajomego (El retorno de Clint el Solitario, 1972) z Klausem Kinski.
Po zakończeniu kariery filmowej, Martin przeniósł się do Miami, gdzie rozpoczął karierę jako właściciel nieruchomości w Biscayne Park.

## Wybrana filmografia
- 1961: Niezwyciężony gladiator (Il gladiatore invincibile) jako Gladiator
- 1965: Pistolet dla Ringa (Una pistola per Ringo) jako szeryf Ben
- 1965: Oeste Nevada Joe jako Joe Dexter 'Nevada Joe'
- 1965: Powrót Ringa (Il ritorno di Ringo) jako Don Fernando Paco Fuentes
- 1966: Kiss Kiss... Bang Bang jako Chico Pérez
- 1968: Trzech Supermenów w Tokio (3 Supermen a Tokio) jako Teniente Martin
- 1968: Thompson 1880 jako 'Ray' Raymond Alec Thompson
- 1970: Trzech Supermenów w dżungli (Che fanno i nostri supermen tra le vergini della jungla?)
- 1971: Czarny pirat (Il Corsaro nero) jako Don Pedro
- 1971: Zabije sartana (Vamos a matar Sartana) jako Nebraska Clay
- 1972: Powrót Clinta Nieznajomego (El retorno de Clint el Solitario) jako Clint Harrison
- 1973: Kroki taneczne na żyletkach (Passi di danza su una lama di rasoio) jako Inspektor Merughi
- 1973: ...I tak stało 3 Supermenów Zachodu (...e così divennero i 3 supermen del West) jako George
- 1975: Dzieci Scaramouche (Los hijos de Scaramouche) jako George